# 196807 Beshore
196807 Beshore este un asteroid din centura principală de asteroizi.

## Descriere
196807 Beshore este un asteroid din centura principală de asteroizi. A fost descoperit pe 26 septembrie 2003 la Junk Bond Observatory de David Healy (astronom). Asteroidul prezintă o orbită caracterizată de o semiaxă mare de 3,03 ua, o excentricitate de 0,09 și o înclinație de 11,0° în raport cu ecliptica.